# Girls' Generation-Oh!GG
Girls' Generation-Oh!GG (tiếng Hàn: 소녀시대-Oh!GG) là nhóm nhỏ chính thức thứ hai của nhóm nhạc nữ nổi tiếng Hàn Quốc Girls' Generation được thành lập bởi SM Entertainment vào năm 2018. nhóm gồm năm thành viên của Girls' Generation vẫn được quản lý bởi công ty: Taeyeon, Sunny, Hyoyeon, Yuri và Yoona. Oh!GG chính thức ra mắt vào ngày 5 tháng 9 năm 2018 với album đĩa đơn "Lil' Touch".

## Lịch sử
Ngày 9 tháng 10 năm 2017, ba thành viên của Girls' Generation là Seohyun, Tiffany và Sooyoung chính thức rời khỏi SM Entertainment, dẫn đến việc nhóm phải tạm thời dừng hoạt động. Công ty sau đó cũng thông báo rằng nhóm chưa hề tan rã, và các hoạt động trong tương lai của Girls' Generation, bao gồm cả ba thành viên đã rời công ty vẫn có thể xảy ra và sẽ được thảo luận.
Tháng 8 năm 2018, SM Entertainment tiết lộ về Girls' Generation-Oh!GG, như là nhóm nhỏ thứ hai của Girls' Generation, nhóm bao gồm những thành viên vẫn được SM Entertainment quản lý. Nhóm nhỏ được chính thức ra mắt vào ngày 5 tháng 9 năm 2018 với album đĩa đơn "Lil' Touch".

## Thành viên
In đậm là trưởng nhóm
| Nghệ danh | Nghệ danh | Tên khai sinh | Tên khai sinh | Tên khai sinh | Tên khai sinh   | Ngày sinh        | Nơi sinh                         |
| Latinh    | Hangul    | Latinh        | Hangul        | Hanja         | Hán-Việt        | Ngày sinh        | Nơi sinh                         |
| --------- | --------- | ------------- | ------------- | ------------- | --------------- | ---------------- | -------------------------------- |
| Taeyeon   | 태연      | Kim Tae-yeon  | 김태연        | 金太軟        | Kim Thái Nghiên | 9 tháng 3, 1989  | Jeonju, Jeolla Bắc, Hàn Quốc     |
| Sunny     | 써니      | Lee Soon-kyu  | 이순규        | 李純揆        | Lý Thuận Khuê   | 15 tháng 5, 1989 | Quận Cam, California, Hoa Kỳ     |
| Sunny     | 써니      | Susan Lee     | 수잔 순규 리  | 李純揆        | Lý Thuận Khuê   | 15 tháng 5, 1989 | Quận Cam, California, Hoa Kỳ     |
| Hyoyeon   | 효연      | Kim Hyo-yeon  | 김효연        | 金孝淵        | Kim Hiếu Nghiên | 22 tháng 9, 1989 | Incheon, Hàn Quốc                |
| Yuri      | 유리      | Kwon Yoo-ri   | 권유리        | 權俞利        | Quyền Du Lợi    | 5 tháng 12, 1989 | Goyang, Gyeonggi, Hàn Quốc       |
| Yoona     | 윤아      | Im Yoon-ah    | 임윤아        | 林潤妸        | Lâm Duẫn Nhi    | 30 tháng 5, 1990 | Yeongdeungpo-gu, Seoul, Hàn Quốc |

## Danh sách đĩa nhạc

### Album đĩa đơn
| Tựa đề       | Chi tiết album                                                                                                | Thứ hạng cao nhất | Doanh số      |
| Tựa đề       | Chi tiết album                                                                                                | KOR               | Doanh số      |
| ------------ | --- | ----------------- | ------------- |
| "Lil' Touch" | - Phát hành: 5 tháng 9 năm 2018 - Hãng đĩa: SM Entertainment, IRIVER - Định dạng: Tải nhạc kỹ thuật số, Kihno | 3                 | - HQ: 43,191+ |

### Đĩa đơn
| Tựa đề                | Năm  | Vị trí cao nhất | Vị trí cao nhất | Vị trí cao nhất | Vị trí cao nhất | Vị trí cao nhất | Album      |
| Tựa đề                | Năm  | HQ              | HQ Hot.         | NB Hot.         | NZ Hot.         | US              | Album      |
| --------------------- | ---- | --------------- | --------------- | --------------- | --------------- | --------------- | ---------- |
| "Lil' Touch" (몰랐니) | 2018 | 7               | 4               | 33              | 39              | 3               | Lil' Touch |

## Danh sách phim

### Truyền hình thực tế
| Năm  | Tên            | Kênh                        | Chú thích                        |
| ---- | -------------- | --------------------------- | -------------------------------- |
| 2018 | Girls For Rest | - Naver TV - V-Live - JTBC2 | Phát sóng tập đầu ngày 3 tháng 9 |

## Giải thưởng và đề cử
| Năm  | Giải thưởng             | Hạng mục                | Tác phẩm                | Kết quả | Tham khảo |
| ---- | ----------------------- | ----------------------- | ----------------------- | ------- | --------- |
| 2018 | Mnet Asian Music Awards | Nhóm nhỏ xuất sắc nhất  | Girls' Generation-Oh!GG | Đề cử   |           |
| 2018 | Mnet Asian Music Awards | Bài hát của năm         | Lil' Touch              | Đề cử   |           |
| 2019 | Seoul Music Awards      | Bonsang Award           | Oh!GG                   | Đề cử   |           |
| 2019 | Seoul Music Awards      | Popularity Award        | Oh!GG                   | Đề cử   |           |
| 2019 | Seoul Music Awards      | K-Wave Popularity Award | Oh!GG                   | Đề cử   |           |